# Arthur Collier
Arthur Collier, född 12 oktober 1680, död september 1732, var en brittisk filosof.
Collier utgick från Nicolas Malebranche och John Norris och var även tydligt influerad av Pierre Bayle. Oberoende av George Berkeley kom han utifrån likartade argument till en mycket snarlik världsåskådning. I antinomiproblemen var han en föregångare till Immanuel Kant.
Colliers huvudarbete var Clavis universalis, or a new inquiry after truth (1713).